# رود مودیل
رود مودیل (انگلیسی: Mudyl) یک رودخانه در سرزمین پرم کشور روسیه است.